# Хильгер, Густав

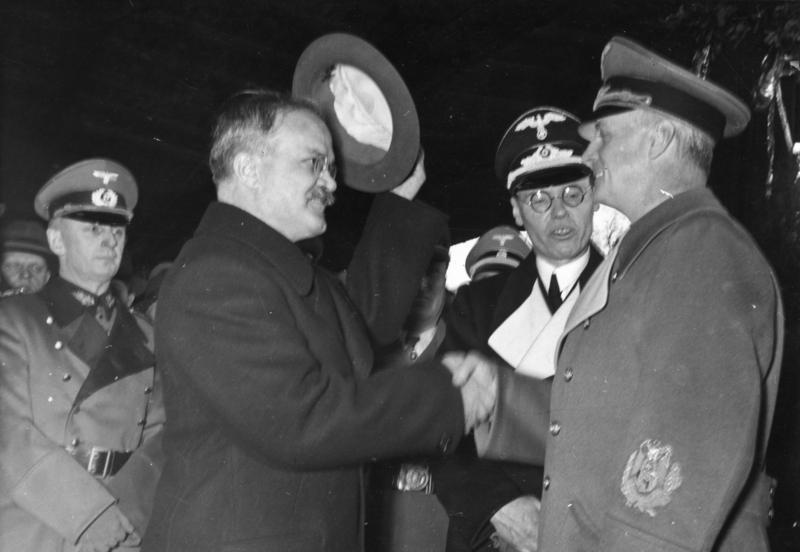
Хильгер (второй справа, в очках) с Молотовым и Риббентропом

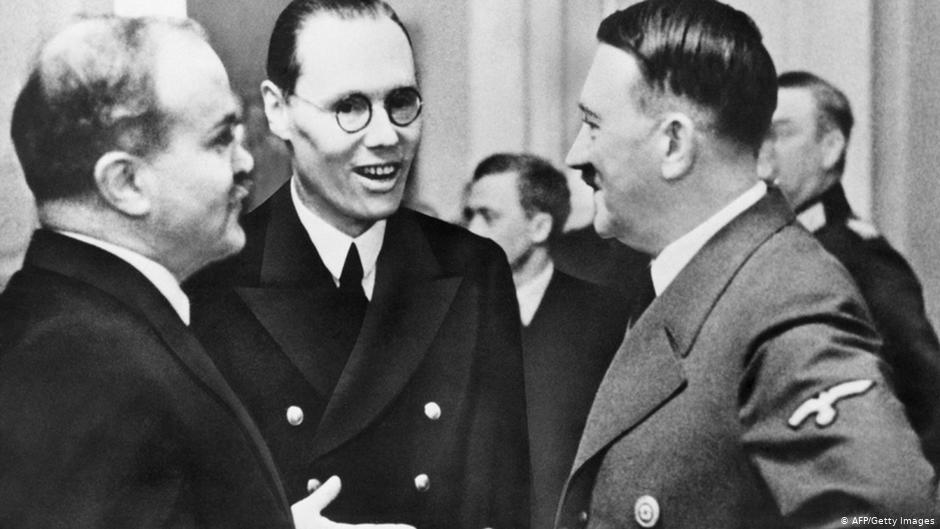
Хильгер в качестве переводчика на переговорах Молотова и Гитлера

Густав Хильгер (нем. Gustav Hilger; 10 сентября 1886, Москва — 27 июля 1965, Мюнхен) — германский дипломат и переводчик.

## Биография
Родился в Москве в семье немецкого фабриканта Отто Хильгера (1857—1945), мать была русской.
В 1903—1908 годах учился в Дармштадтском университете, получил диплом инженера.
С 1910 года снова жил в Москве. Работал в промышленной компании Фридриха Хакенталя. В 1912 году женился на Марии Хакенталь (1893—1969), дочери владельца фирмы. В семье было двое детей. В 1914 году с началом Первой мировой войны как подданный вражеского государства был сослан в Вологду. Освободившись из ссылки в конце 1917 года, работал в немецких комиссиях по делам военнопленных, помогая немецким пленным из России возвратиться на родину.
Поступил на дипломатическую службу. С 1923 года и до июня 1941 года был сначала сотрудником, а затем советником посольства Германии в СССР. Работал в посольстве при четырёх послах (Брокдорф-Ранцау, Дирксен, Надольный, Шуленбург).
Являлся сторонником мирных добрососедских отношений Германии с Советским Союзом. Во время переговоров о советско-германском договоре о ненападении был переводчиком между Молотовым и Риббентропом, а также между Молотовым и Гитлером, поскольку свободно владел русским.
Во время Второй мировой войны служил в министерстве иностранных дел. Как представитель МИДа встречался с генералом Власовым. Позднее был назначен ответственным за связь с КОНР в МИД.
В мае 1945 года арестован американцами в Зальцбурге. Был перевезён в США, где несколько месяцев находился в заключении в Форт-Мид. Начал сотрудничать с американскими спецслужбами. В январе 1946 года вернулся в Германию.
Адвокат, защищавший Риббентропа на Нюрнбергском процессе, пытался вызвать Хильгера в качестве свидетеля защиты. Американские обвинители ответили, что это невозможно, так как Хильгер находится в США и не может приехать по состоянию здоровья, что было неправдой, поскольку Хильгер в 1946 уже был в Германии.
В 1947 году американская разведка помогла вывезти семью Хильгера, он был женат на русской, из советской зоны оккупации в американскую зону.
В 1948—1951 годах жил в США, сотрудничал с ЦРУ. В период 1953—1956 годов был советником МИД ФРГ по «восточным вопросам». Вышел на пенсию в 1956 году.
Скончался в Мюнхене в 1965 году.

## Сочинения
- Wir und der Kreml. Deutsch-sowjetische Beziehungen 1918—1941. Erinnerungen eines deutschen Diplomaten, Frankfurt a.M. 1955. (нем.)
- Probleme deutscher Ostpolitik, 1957. (нем.)
- Stalin. Aufstieg der UdSSR zur Weltmacht, Göttingen 1959. (нем.)
- «Я присутствовал при этом» // Дипломатический ежегодник 1989. — М.: Международные отношения, 1990.
- Хильгер Г., Мейер А. Россия и Германия: Союзники или враги? — М.: Центрполиграф, 2008. — 416 с.